# Heliga Treenighetens kyrka, Bychaŭ
Heliga Treenighetens kyrka (belarusiska: Свята-Троіцкая царква/Svjata-Troitskaja tsarkva) är en belarusisk-ortodox träkyrkobyggnad belägen vid Kuibyshavagatan 2 i staden Bychaŭ i Mahiljoŭs voblast i östra Belarus.
Kyrkan är helgad åt Treenigheten.

## Historia
Heliga Treenighetens kyrka i Bychaŭ började byggas 1890 och stod klar 1899.

## Kyrkobyggnaden
Kyrkobyggnadens bas är korsformad och själva byggnaden är gjord av trä. Byggnaden har tre ingångar.

## Klocktornet
Kyrkans klocktorn är inbyggd i kyrkan, är åttakantig och har två våningar.

## Inventarier
Inne i kyrkan finns en ikon föreställande Jungfru Maria (Guds moder) som har beskrivits som mirakulös.

## Bilder

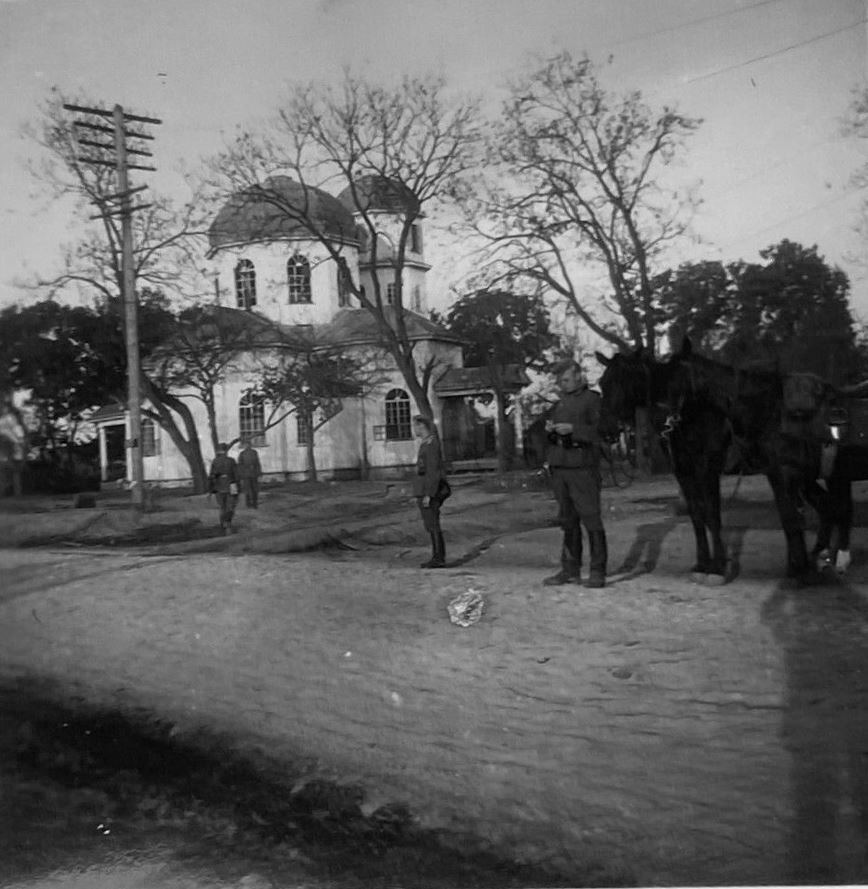
Heliga Treenighetens kyrka år 1941.
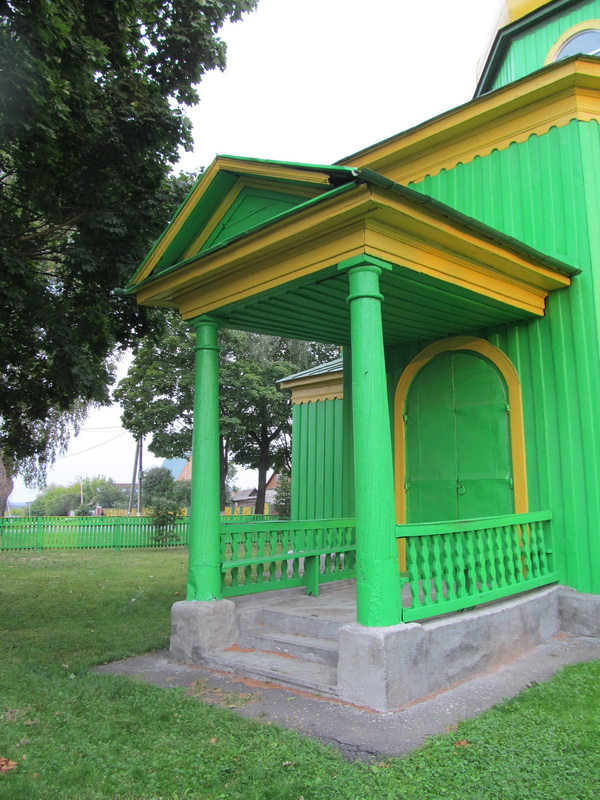
En av ingångarna.
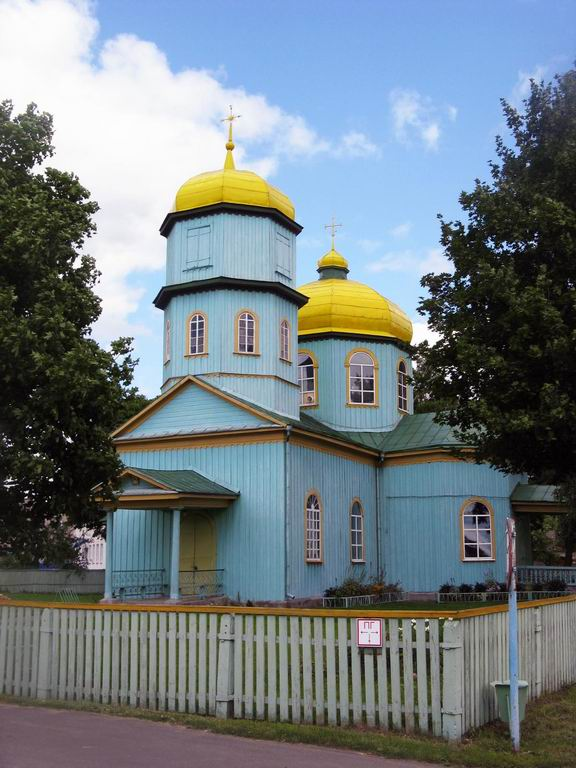
Kyrkan i blå färg (juli 2011).